# Білопечериця
Білопечериця (Leucoagaricus) — рід грибів родини печерицеві (Agaricaceae). Назва вперше опублікована 1948 року.

## Поширення та середовище існування
В Україні зустрічаються:
- Leucoagaricus americanus (Leucocoprinus bresadolae)
- Leucoagaricus barssi
- Leucoagaricus carneifolius
- Leucoagaricus crystallifer (Sericeomyces crystallifer)
- Leucoagaricus leucothites
- Leucoagaricus nympharum (Macrolepiota nympharum)
- Leucoagaricus pilatianus
- Leucoagaricus serenus
- Leucoagaricus wichanskyi

## Галерея

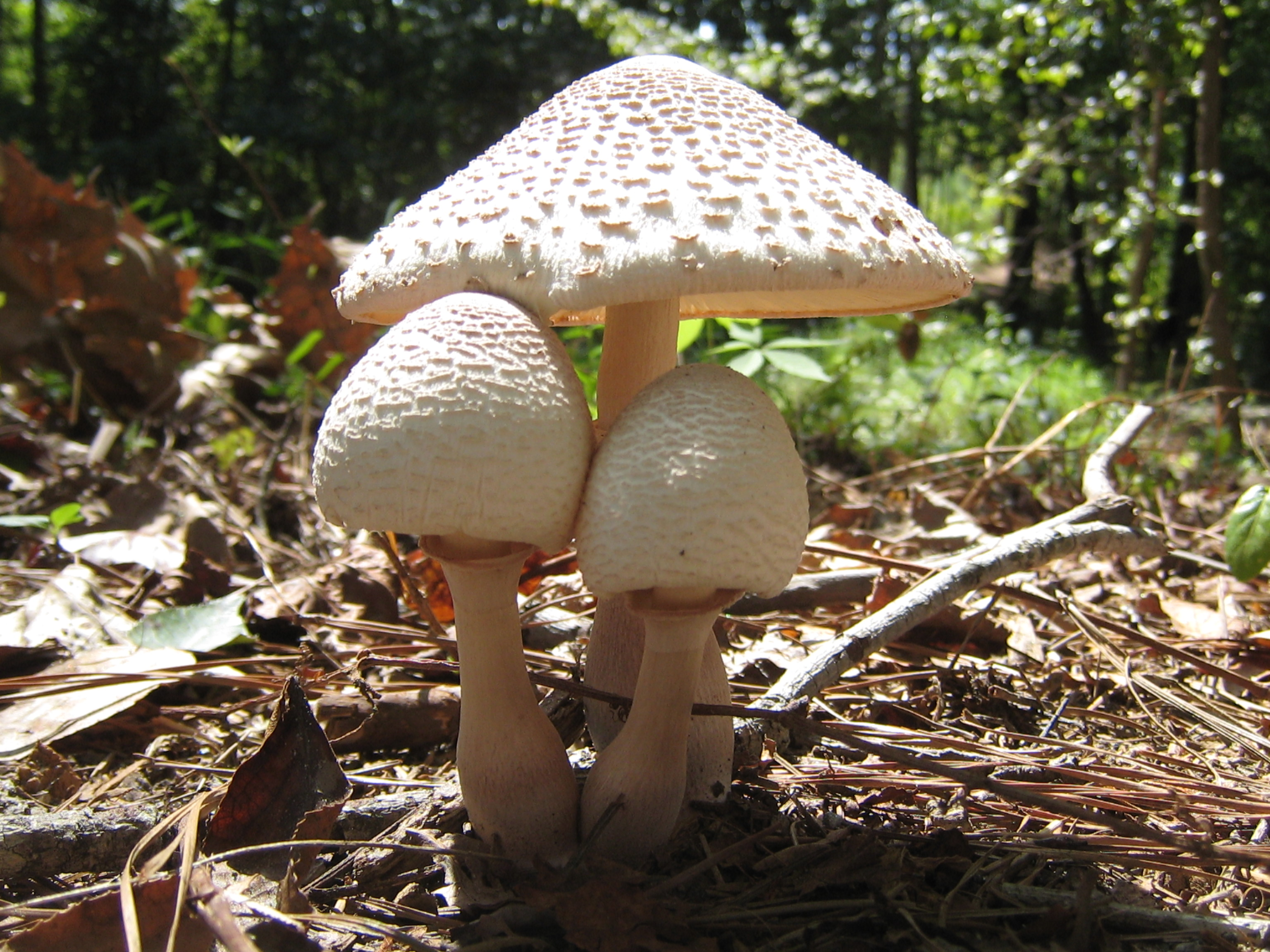
Leucoagaricus americanus
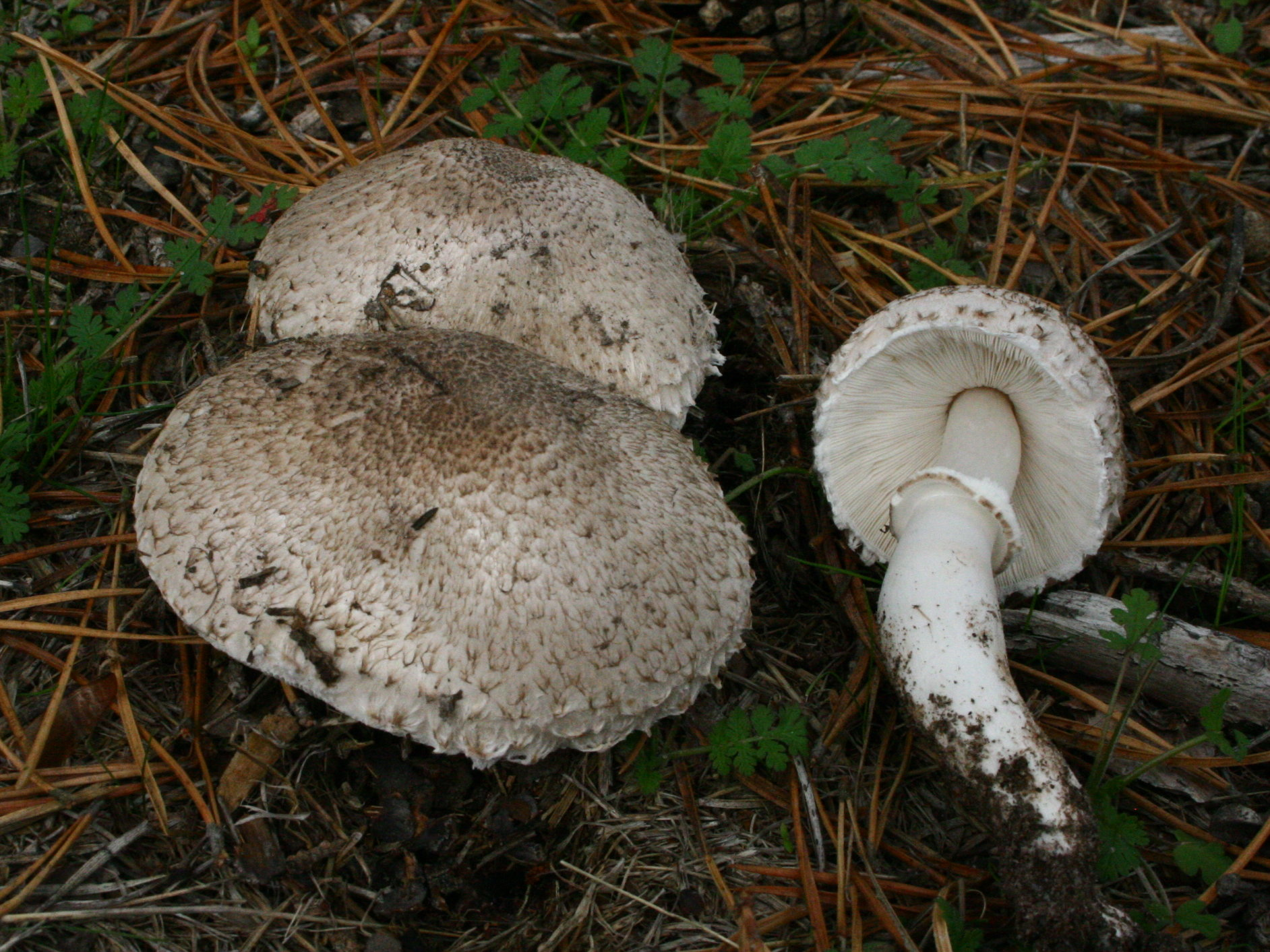
Leucoagaricus barssii
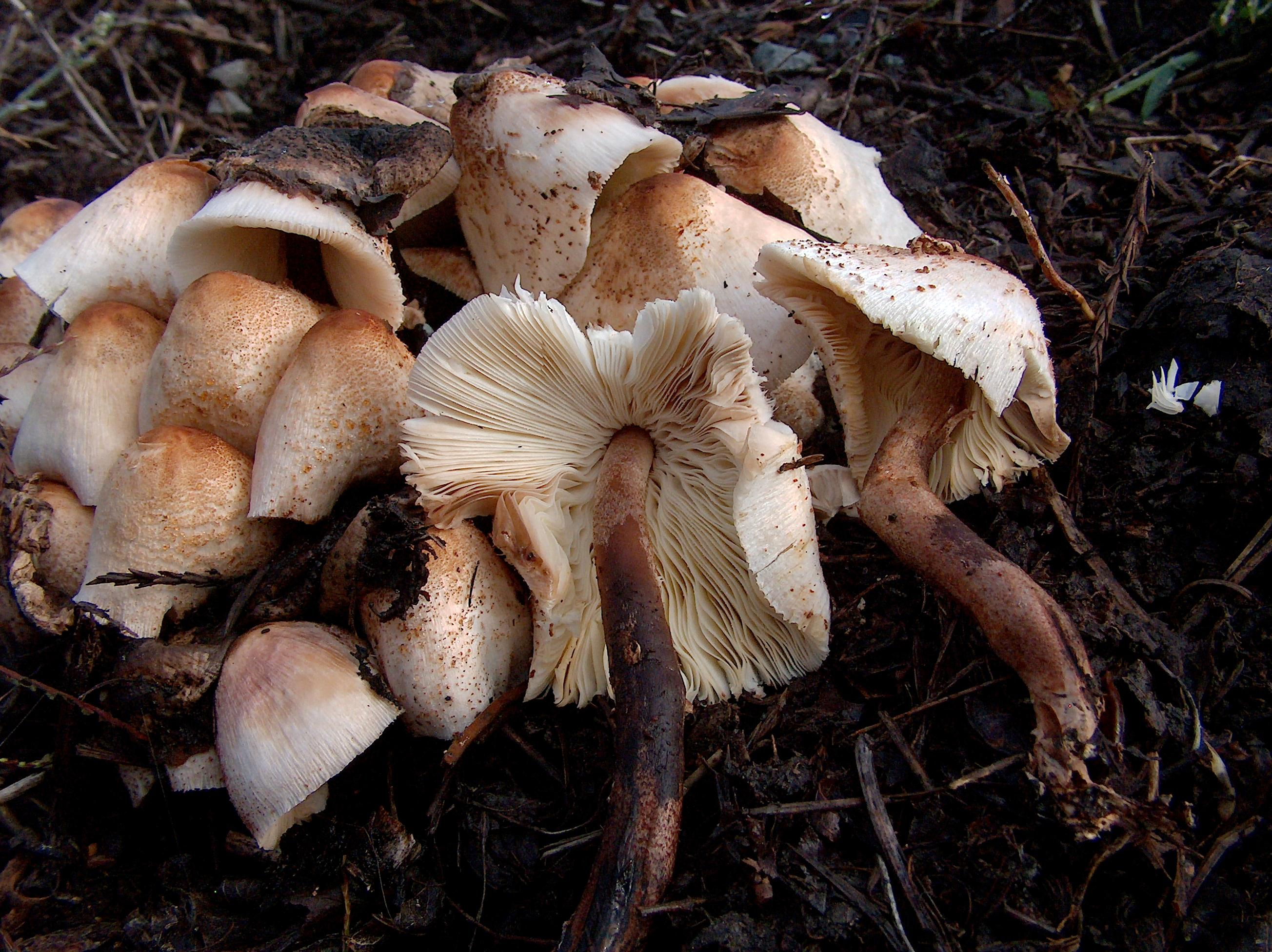
Leucoagaricus meleagris
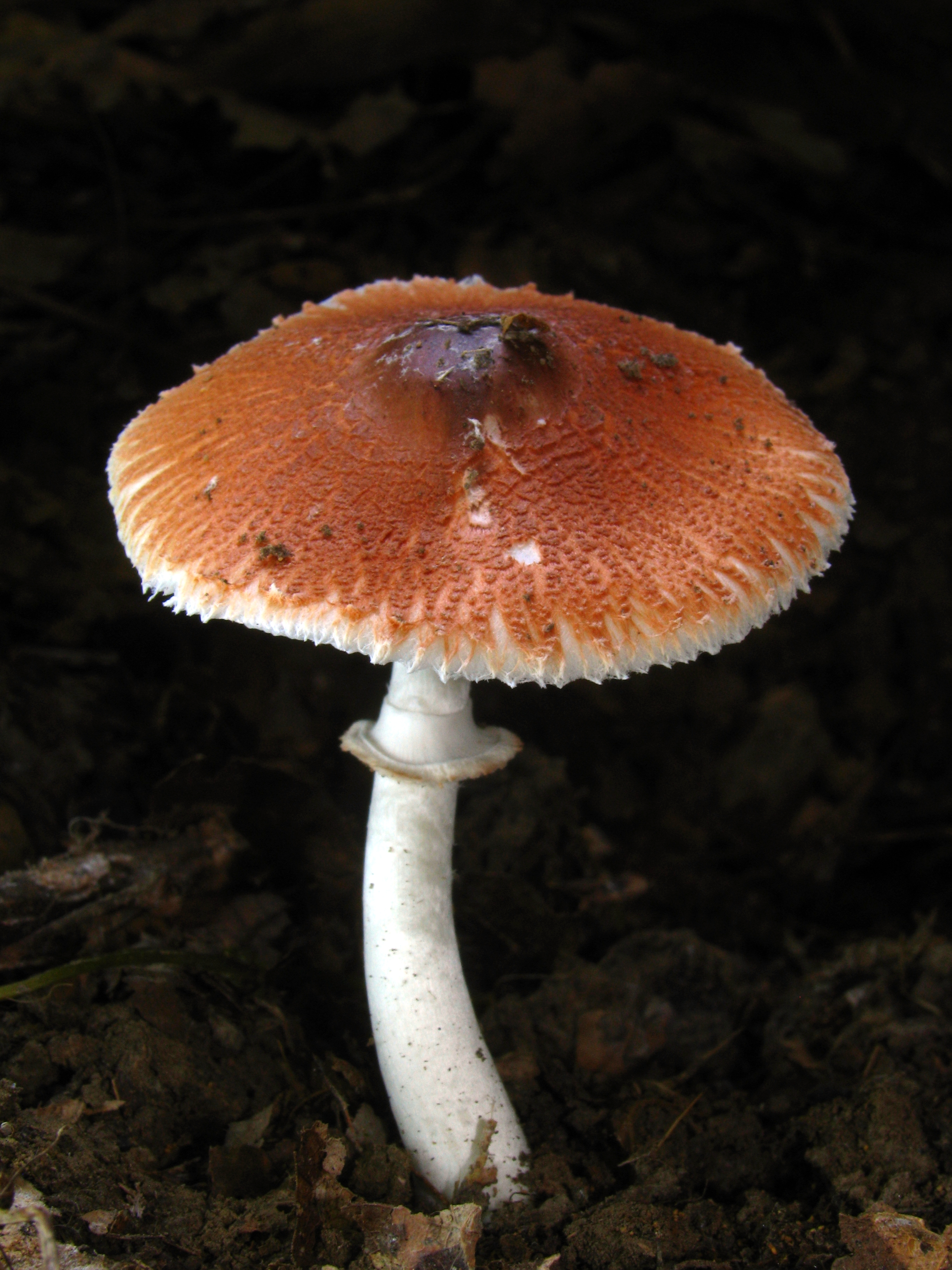
Leucoagaricus rubrotinctus